# Orthactia gobabebensis
Orthactia gobabebensis är en tvåvingeart som beskrevs av Lyneborg 1988. Orthactia gobabebensis ingår i släktet Orthactia och familjen stilettflugor.
Artens utbredningsområde är Namibia. Inga underarter finns listade i Catalogue of Life.